# Moncu
| mn · n · T | w |

| mn · n · T | w |

Moncu (nebo Montu, mnṯw znamená asi nomád) je staroegyptský bůh války se sokolí hlavou.
Původně se jednalo o boha spojeného se spalující a ničivou mocí slunce (boha Rea). Měl ničit nepřátele řádu Maat. Postupně se stal bohem války.
Jako zuřivý válečník byl rovněž spojován s býky. Věřilo se, že se vtěluje do bílého býka s černou hlavou zvaného Buchis, jenž byl uctíván v Armantu. V Pozdní říši byl rovněž zobrazován s býčí hlavou.

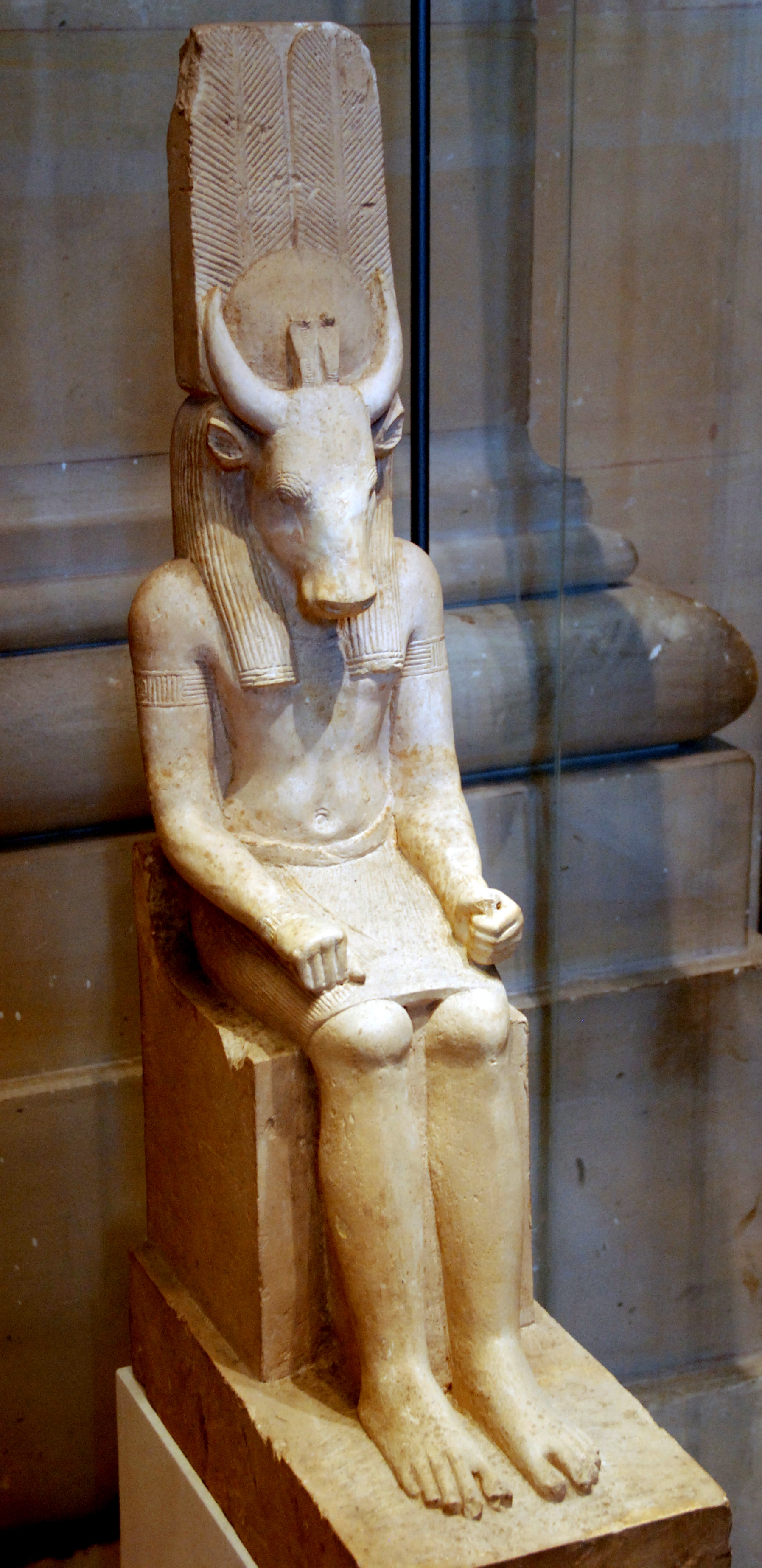
Moncuova socha s býčí hlavou z Medamudu, ptolemaiovské období

Zvláště oblíbený byl v Thébách v období 11. dynastie, kde známe 4 faraony se jménem Mentuhotep („Moncu je spokojen“). V Nové říši je zastíněn bohem Amonem.